# Dragon Ball Daima
Dragon Ball Daima (Nhật: ドラゴンボールDAIMA) là loạt phim hoạt hình Nhật Bản đang được phát sóng do Toei Animation sản xuất. Đây là phần phim hoạt hình thứ sáu thuộc Dragon Ball và là phần thứ hai, cũng là cuối cùng do Akira Toriyama sáng tác. Phim phát sóng trên Fuji TV vào ngày 11 tháng 10 năm 2024.
Dragon Ball Daima ra mắt toàn cầu tại Tokyo Big Sight vào ngày 6 tháng 10 năm 2024. Tập đầu tiên chiếu ba lần trong ngày và dàn diễn viên tham dự hai buổi chiếu đầu. Loạt phim bắt đầu phát sóng trên Fuji TV từ ngày 11 tháng 10 năm 2024.